# Європейський кіноприз за життєві досягнення
Європейський кіноприз за життєві досягнення (англ. European Film Academy Lifetime Achievement Award) — щорічна нагорода, якою Європейська кіноакадемія з 1988 року відзначає видатних діячів європейського кіно. Нагороду присуджують за видатні життєві досягнення кінодіячам, які зробили особливий внесок у європейський кінематограф. Номінанти повинні мати європейський паспорт або народитися в Європі (у географічному розумінні), в цьому сенсі Академія включає до Європи також Ізраїль та Палестину.

## Лауреати
| Рік  | Лауреат                | Професія                                                                                                | Країна            |
| ---- | ---------------------- | --- | ----------------- |
| 1988 | Інгмар Бергман         | режисер, сценарист                                                                                      | Швеція            |
| 1988 | Марчелло Мастроянні    | актор                                                                                                   | Італія            |
| 1989 | Федеріко Фелліні       | режисер, сценарист                                                                                      | Італія            |
| 1990 | Анджей Вайда           | режисер                                                                                                 | Польща            |
| 1991 | Александр Тронер       | художник-постановник                                                                                    | Франція           |
| 1992 | Біллі Вайлдер          | режисер, сценарист, продюсер                                                                            | Австрія США       |
| 1993 | Мікеланджело Антоніоні | режисер, сценарист                                                                                      | Італія            |
| 1994 | Робер Брессон          | режисер, сценарист                                                                                      | Франція           |
| 1995 | Марсель Карне          | режисер, сценарист                                                                                      | Франція           |
| 1996 | Алек Гіннесс           | актор                                                                                                   | Велика Британія   |
| 1997 | Жанна Моро             | акторка                                                                                                 | Франція           |
| 1999 | Енніо Морріконе        | композитор                                                                                              | Італія            |
| 2000 | Річард Гарріс          | актор                                                                                                   | Ірландія          |
| 2001 | Монті Пайтон           | комедійний гурт у складі Грехем Чепмен, Джон Кліз, Террі Гілліам, Ерік Айдл, Террі Джонс та Майкл Пелін | Велика Британія   |
| 2002 | Тоніно Гуерра          | сценарист                                                                                               | Італія            |
| 2003 | Клод Шаброль           | режисер, сценарист, продюсер, актор                                                                     | Франція           |
| 2004 | Карлос Саура           | режисер, сценарист                                                                                      | Іспанія           |
| 2005 | Шон Коннері            | актор                                                                                                   | Велика Британія   |
| 2006 | Роман Поланський       | режисер, сценарист, актор, продюсер                                                                     | Франція           |
| 2007 | Жан-Люк Годар          | режисер, сценарист                                                                                      | Франція Швейцарія |
| 2008 | Джуді Денч             | акторка                                                                                                 | Велика Британія   |
| 2009 | Кен Лоуч               | режисер, сценарист                                                                                      | Велика Британія   |
| 2010 | Бруно Ганц             | актор                                                                                                   | Швейцарія         |
| 2011 | Стівен Фрірз           | режисер, продюсер                                                                                       | Велика Британія   |
| 2012 | Бернардо Бертолуччі    | режисер, сценарист                                                                                      | Італія            |
| 2013 | Катрін Денев           | акторка                                                                                                 | Франція           |
| 2014 | Аньєс Варда            | режисерка, сценаристка                                                                                  | Франція           |
| 2015 | Шарлотта Ремплінґ      | акторка                                                                                                 | Велика Британія   |
| 2016 | Жан-Клод Карр'єр       | актор, сценарист                                                                                        | Франція           |
| 2017 | Александр Сокуров      | режисер, сценарист                                                                                      | Росія             |
| 2018 | Кармен Маура           | акторка                                                                                                 | Іспанія           |
| 2019 | Вернер Герцог          | режисер                                                                                                 | Німеччина         |
| 2021 | Марта Месарош          | режисерка                                                                                               | Угорщина          |
| 2022 | Маргарете фон Тротта   | режисерка, сценаристка                                                                                  | Німеччина         |
| 2023 | Ванесса Редгрейв\|     | акторка                                                                                                 | Велика Британія   |
| 2024 | Вім Вендерс\|          | режисер, сценарист                                                                                      | Німеччина         |